# Alois Unger

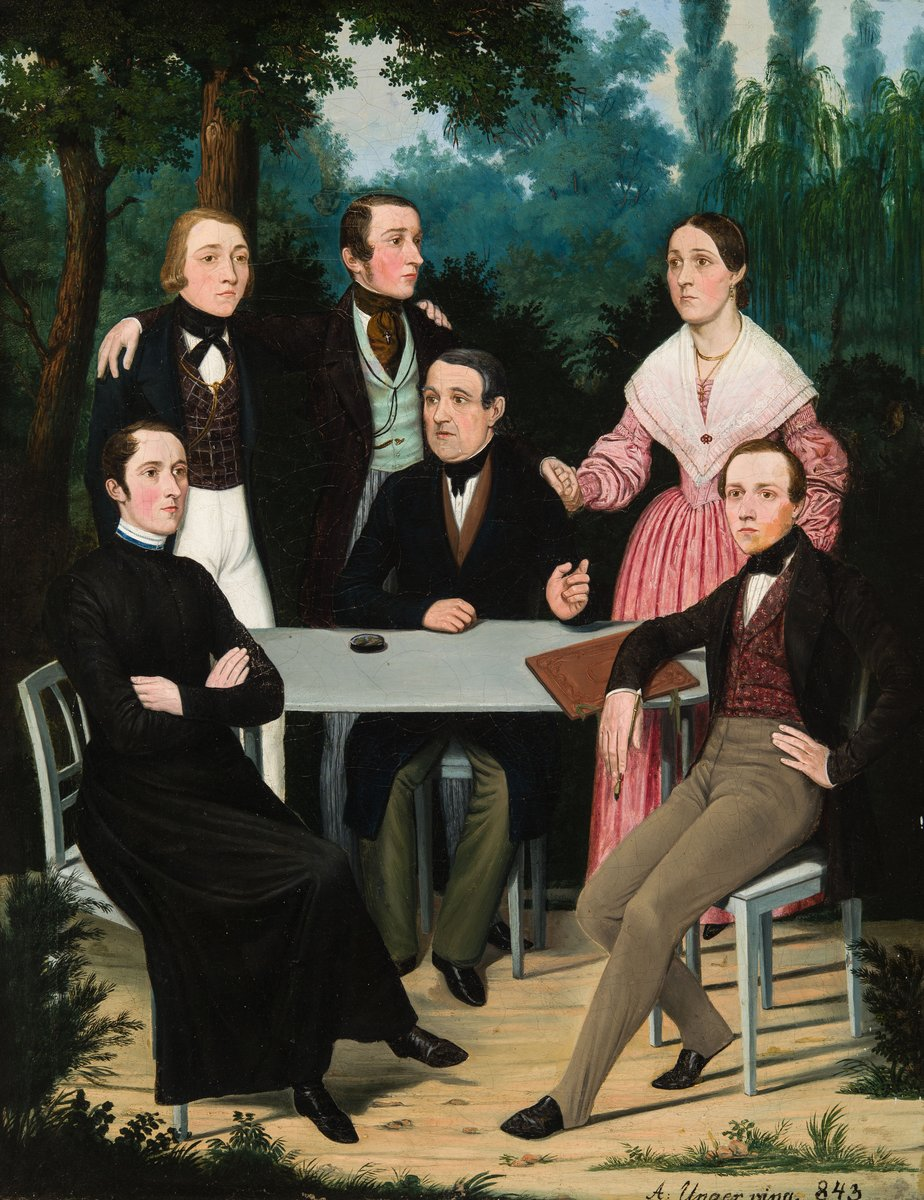
Familienporträt (1843)

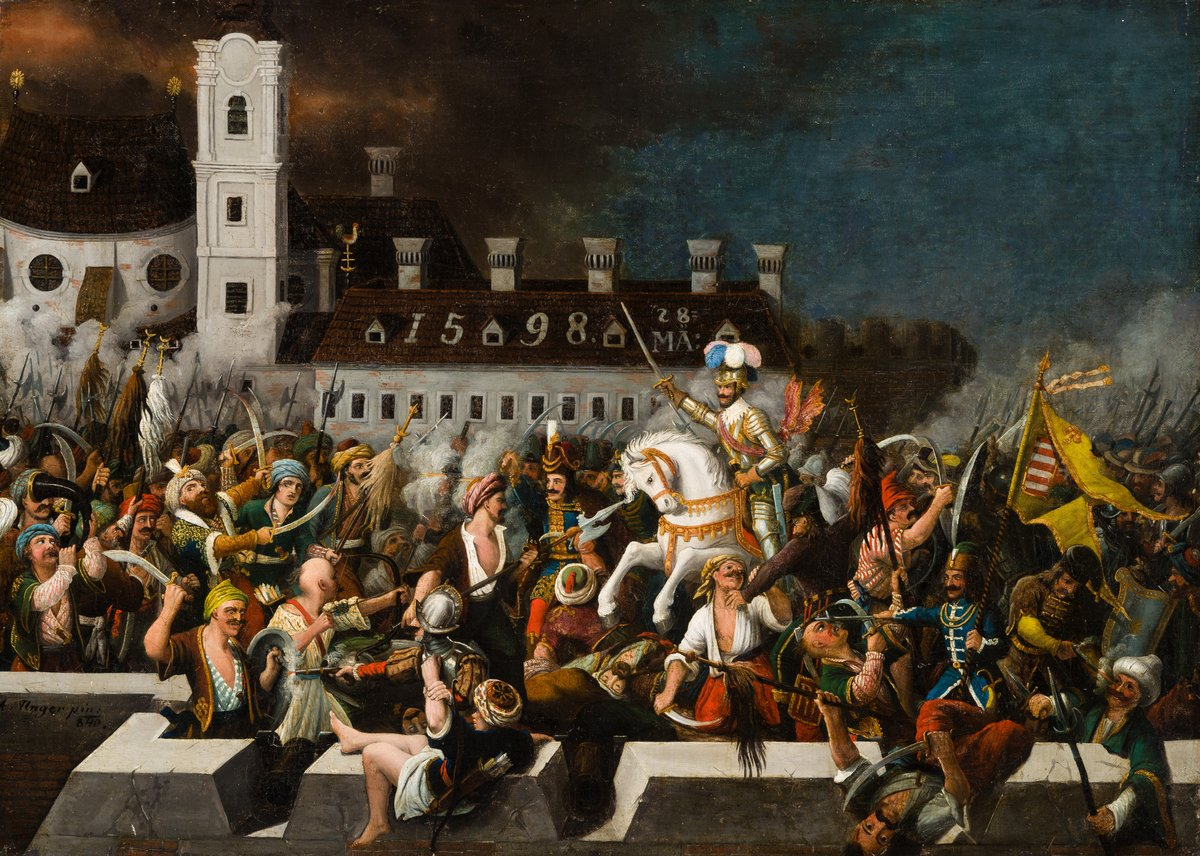
Schlachtenbild der Rückeroberung Raabs (1840)

Alois Unger, ungarisch: Alajos Unger (getauft 29. Oktober 1814 in Győr; † 28. Dezember 1848 ebenda) war ein ungarischer Porträt-, Historien- und Genremaler.

## Biografie
Alois (Alajos) Unger war der Sohn des Spielkartenmalers Mathias (Mátyás) Unger des Älteren und Bruder von Mathias (Mátyás) Unger dem Jüngeren. Details zum Leben und Werk Ungers sowie seine genauen Lebensdaten wurden erst durch die langjährige Forschung von Claudia Wunderlich, Professorin der Technischen Hochschule Würzburg-Schweinfurt bekannt. Er entstammte der Spielkartenmalerfamilie Unger, wobei sein älterer Bruder Carl (Károly) als Schreiber und Archivar in der bischöflichen Kanzlei von Raab tätig war, nach Alois Ungers Tod auch unter dem kunstaffinen späteren Fürstprimas von Ungarn, János Simor. Unger besuchte in Raab die nationale Zeichenschule zuerst bei Ferenc Ottó Hieronymi, später bei János Hofbauer. Zwischendurch besuchte er im Frühlingssemester 1833 einen Elementarzeichenkurs an der Wiener Akademie bei Karl Gsellhofer. Im Herbst 1833 wurde bei einem Zeichenwettbewerb an der Zeichenschule in Raab sein Talent anhand einer Landschaftszeichnung entdeckt, nachdem er bereits positiv durch das Zeichnen einer korinthischen Säule aufgefallen war. Zu dieser Zeit muss er die Ausbildung als Kartenmaler bei seinem Vater Mathias (Mátyás) Unger dem Älteren absolviert haben. 1836 kehrte er an die Wiener Akademie als Schüler von Leopold Kupelwieser, später von Johann Ender zurück, die er bis 1842 besuchte.
Seinem heute bekannten Œuvre zufolge muss er den damaligen Gepflogenheiten entsprechend eine Reise nach Italien unternommen haben, die ihn auch zum Nazarener Friedrich Overbeck geführt haben muss, wie zahlreiche andere ungarische Absolventen der Akademie. Nähere Informationen könnten sich im Passprotokoll im Stadtarchiv seiner Heimatstadt befinden, dass jedoch – trotz regelmäßiger Nachfragen – seit 2007 angeblich nicht auffindbar ist, obwohl es im Bestandsverzeichnis des Archivs gelistet ist. In seine Heimatstadt zurückgekehrt, wirkte Unger von dort und sandte 1846 sein Gemälde „Der heil. Ladislaus König von Ungarn erkennt den König Salomon“ nachträglich zur Ausstellung des Pester Kunstvereins. Dies nachdem seine Familie bei der Gewerbeausstellung in Raab eine Belobigung für ihre besonders schönen Spielkarten mit ungarisch gekleideten Figuren erhalten hatten, die er designt haben muss. Im September 1846 begab er sich erneut auf längere Reisen. Aufgrund der Revolution 1848 kehrte er im Frühjahr dieses Jahres nach Raab zurück und diente zunächst in der Nationalgarde. Im Sommer 1848 bot er private Zeichenstunden an und gab in einer Zeitungsanzeige an, dass er sich auf seinen Touren in diesem Bereich fortgebildet habe. Am 28. Dezember 1848 starb Unger in seiner Heimatstadt an Cholera.

## Werke
Zu seinen Werken zählen:
- Porträt einer Dame, Porträtsammlung der University of Pennsylvania (1836)
- Schlachtenbild der Rückeroberung Raabs, Ungarische Nationalgalerie, Budapest (1840)
- Porträt einer strickenden alten Dame (1842)
- Die Taufe Vajks, des heiligen Königs Stephan von Ungarn (1842)
- Familienporträt, Ungarische Nationalgalerie, Budapest (1843)
- Bilderuhr mit Ansicht Venedigs (1847)

Weitere Werke wie Genrebilder, darunter das 1902/03 in Budapest und Raab ausgestellte Bildnis einer Kneipenszene aus der Sammlung des Arztes Lajos Petz, sowie religiöse Bilder darunter eine Kopie von Cesare da Sestos Vierge au Bas-Relief sind hingegen unbekannten Datums.